# Saison 1960-1961 des FAR de Rabat
Pour un article plus général, voir Association sportive des FAR (football).
Maillots
Chronologie
Saison précédente Saison suivante
La saison 1960-1961 des FAR de Rabat est la troisième de l'histoire du club. Elle débute alors que les militaires furent second la saison dernière. Le club est par ailleurs engagé en coupe du Trône.
Finalement, les FAR de Rabat sont éliminés par le Wydad de Casablanca lors des demi-finales et atteignent la première place en championnat.
Le bilan en championnat des FAR de Rabat s'est terminé favorable car sur 26 matchs joués, ils en gagnent 13, en perdent 6 et cèdent 7 nuls pour 42 buts marqués et 26 encaissés.

## Contexte et résumé de la saison passée des FAR de Rabat
Durant la saison dernière, les FAR de Rabat atteignent la place de vice-champion en championnat avec au total plus de 54 points avec 11 victoires, 8 nuls et 5 défaites. Cette saison fut très mouvementée, car après que la FRMF ait imposé un tournoi triangulaire est que le Raja de Casablanca refuse d'y participer, les FAR affrontent alors pour le titre le KAC de Kénitra dans le but de remporter le championnat mais son défait sur le score de trois buts à un. Tandis qu'en coupe du Trône les FAR de Rabat débutent la compétition en seizième de finales face à un adversaire inconnu puis se font éliminer par le FUS de Rabat dans le cadre des quarts de finale se terminant sur le score de 3-0.
Au bilan lors de la saison dernières les FAR de Rabat sont vice-champion du Maroc et sont éliminés en quarts de finale de la coupe du Trône de football.

## Saison
Lors de sa seconde saison, l'Association Sportive des Forces Armées Royales participera au championnat du Maroc et à la Coupe du Trône de football. Il participera donc qu'à deux compétitions.

### Championnat
Le championnat du Maroc de football 1959-1960 est la 5e édition du championnat du Maroc de football. Elle oppose quatorze clubs regroupées au sein d'une poule unique où les équipes se rencontrent deux fois, à domicile et à l'extérieur. En fin de saison, les deux derniers sont relégués et remplacés par les deux meilleurs clubs de GNF2, la seconde division marocaine. 

#### Composition du championnat
Avec la relégation du Stade Marocain et du Difaâ d'El Jadida et la promotion du Moghreb de Tétouan et du TAS de Casablanca, les FAR de Rabat se retrouvent donc en compagnie de treize autres équipes que sont:
L'E.J.S.C. : l'Étoile jeunesse sportive de Casablanca.
Le W.A.C. : le Wydad Athletic Club.
Le R.C.A. : le Raja Club Athletic.
Le M.C.O. : le Mouloudia Club d'Oujda.
Le M.A.T.: le Moghreb Athlétic de Tétouan.
Le K.A.C.M. : le Kawkab Athlétique Club de Marrakech.
La R.A.C : le Racing Athletic de Casablanca.
Le F.U.S. : le Fath Union Sport de Rabat.
Le K.A.C. : le Kénitra Athlétic Club.
Le T.A.S. : le Tihad Athlétique Sport.
Le M.A.S. : le Maghreb Association Sportive.
Le H.U.S.A. : le Hassania Union Sport d'Agadir.
et le C.L. : le Chabab Larache.
Cette saison représente donc la troisième année de football de l'histoire des FAR de Rabat, il s'agit surtout de sa seconde en première division. On peut signaler aussi la présence du Fath Union Sport de Rabat, clubs de la ville de Rabat, celui-ci avait battue les FAR de Rabat en huitièmes de finale de la coupe du Trône lors de la saison précédente sur un score de 3-1.

#### Classement final
|     | Club                 | Points | Joués | Victoires | Nuls | Défaites | Buts pour | Buts contre |
| --- | -------------------- | ------ | ----- | --------- | ---- | -------- | --------- | ----------- |
| 1er | FAR de Rabat         | 59     | 26    | 13        | 7    | 6        | 42        | 26          |
| 2e  | Maghreb de Fès       | 58     | 26    | 11        | 10   | 5        | 32        | 18          |
| 3e  | Kawkab de Marrakech  | 57     | 26    | 12        | 7    | 7        | 44        | 32          |
| 4e  | Mouloudia d'Oujda    | 56     | 26    | 11        | 8    | 7        | 32        | 30          |
| 5e  | Raja de Casablanca   | 54     | 26    | 8         | 12   | 6        | 35        | 35          |
| 6e  | Racing Casablanca    | 53     | 26    | 9         | 9    | 8        | 33        | 32          |
| 7e  | Wydad de Casablanca  | 53     | 26    | 9         | 9    | 8        | 30        | 25          |
| 8e  | Moghreb de Tétouan   | 51     | 26    | 11        | 3    | 12       | 33        | 44          |
| 9e  | Étoile de Casablanca | 51     | 26    | 8         | 9    | 9        | 45        | 37          |
| 10e | KAC de Kénitra       | 50     | 26    | 10        | 4    | 12       | 31        | 34          |
| 11e | TAS de Casablanca    | 50     | 26    | 7         | 10   | 9        | 25        | 29          |
| 12e | Hassania d'Agadir    | 48     | 26    | 7         | 8    | 11       | 26        | 35          |
| 13e | Chabab Larache       | 46     | 26    | 7         | 6    | 13       | 24        | 39          |
| 14e | FUS de Rabat         | 42     | 26    | 4         | 8    | 14       | 26        | 42          |

### Coupe du Trône
La saison 1960-1961 de la coupe du Trône de football est la cinquième éditions de la compétition. Ayant comme champion le Mouloudia Club d'Oujda lors de l'édition suivantes, cette compétition est la seconde plus importante du pays. Étant une équipe de première division, les FAR débutent cette compétition en seizièmes de finale. Cette saison s'est joué pour la première fois en aller-retour.

## Bilan de la saison
Au bilan durant cette saison, les FAR de Rabat remportent pour la première fois le championnat du Maroc de football avec plus de 59 points soit 13 victoires, 7 nuls et 6 défaites. Le dauphin des FAR de Rabat lors de cette saison est le Maghreb de Fès qui celui-ci à 58 points. Le parcours des FAR en coupe du Trône a commencé en seizièmes de finale puisque ceux-ci sont en première division. Lors de cette saison, la FRMF décide faire jouer la coupe du Trône en match aller et retour, les FAR débutent la saison en seizièmes de finale et les résultats pour les seizièmes de finale sont inconnus et on ne sais pas qui il a affronté également. Dans le cadre des huitièmes de finale, les FAR affrontent le Raja de Beni Mellal à domicile et gagnent sur le score de 5-2, pour le compte du match retour à l'extérieur les FAR réussissent à battre le Raja de Beni Mellal sur le score de un but à zéro. En quarts de finale, les FAR affrontent le Racing de Casablanca et réussissent à battre celui-ci à Rabat sur un score de 2-1 et pour le match retour à Casablanca sur un score d'un but à zéro. Mais malheureusement, le parcours des FAR s’arrête face au Wydad de Casablanca. En effet, dans le cadre du match aller joué à Casablanca, le Wydad bat les FAR sur le score de deux buts à un et les FAR réussiront à sauver l'honneur lors du match retour en marquant un but et en encaissant aucun à Rabat.